# Wilson Theleso
Wilson Theleso (* 25. Juni 1960) ist ein ehemaliger botswanischer Marathonläufer.

## Sport
Theleso nahm an den Olympischen Sommerspielen 1984 in Los Angeles teil.
Im Marathon kam er auf Platz 55.